# Leon Celler
Leon Celler (ur. 11 lutego 1898 w Owińskach, zm. 9 maja 1976 w Luboniu) – polski piłkarz, grający na pozycji obrońcy w klubie Warta Poznań.
Młodszy brat Wincenty był zawodnikiem grającym w rezerwach Warty na pozycji bramkarza.